# Douchy-lès-Ayette
Douchy-lès-Ayette è un comune francese di 326 abitanti situato nel dipartimento del Passo di Calais nella regione dell'Alta Francia.

## Società

### Evoluzione demografica
Abitanti censiti